# Garos
Garos est une commune française, située dans le département des Pyrénées-Atlantiques en région Nouvelle-Aquitaine.

## Géographie

### Localisation
La commune de Garos se trouve dans le département des Pyrénées-Atlantiques, en région Nouvelle-Aquitaine.
Elle se situe à 29 km par la route de Pau, préfecture du département, et à 23 km d'Artix, bureau centralisateur du canton d'Artix et Pays de Soubestre dont dépend la commune depuis 2015 pour les élections départementales. 
La commune fait en outre partie du bassin de vie d'Arzacq-Arraziguet.
Les communes les plus proches sont : 
Louvigny (2,5 km), Bouillon (2,6 km), Piets-Plasence-Moustrou (3,1 km), Fichous-Riumayou (3,1 km), Larreule (3,2 km), Uzan (3,8 km), Cabidos (4,0 km), Géus-d'Arzacq (4,8 km).
Sur le plan historique et culturel, Garos fait partie de la province du Béarn, qui fut également un État et qui présente une unité historique et culturelle à laquelle s’oppose une diversité frappante de paysages au relief tourmenté.

### Communes limitrophes
Les communes limitrophes sont  Arzacq-Arraziguet, Bouillon, Cabidos, Fichous-Riumayou, Larreule, Louvigny, Morlanne, Piets-Plasence-Moustrou et Uzan.
| Piets-Plasence-Moustrou | Cabidos  | Arzacq-Arraziguet |
| Morlanne                | Garos    | Louvigny          |
| Bouillon, Uzan          | Larreule | Fichous-Riumayou  |

### Hydrographie

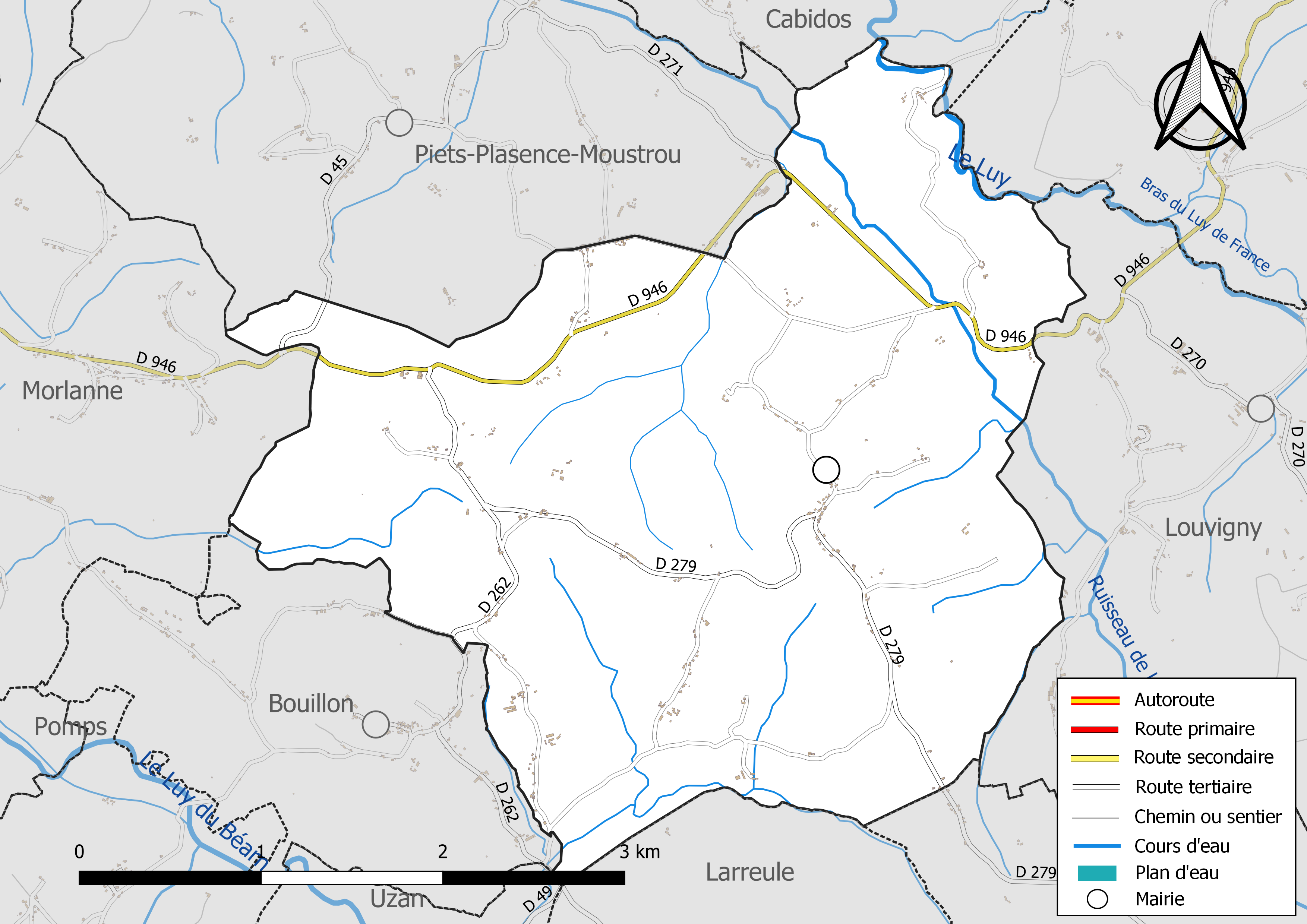
Réseaux hydrographique et routier de Garos.

La commune est drainée par le Luy, le Larritou et par divers petits cours d'eau, constituant un réseau hydrographique de 12 km de longueur totale,.
Le Luy, d'une longueur totale de 154,5 km, prend sa source dans la commune d'Espoey et s'écoule d'est en ouest. Il traverse la commune et se jette dans l'Adour à Rivière-Saas-et-Gourby, après avoir traversé 65 communes.
Le Larritou, d'une longueur totale de 4 km, prend sa source dans la commune de Fichous-Riumayou et s'écoule du sud-est vers le nord-ouest. Il traverse la commune et se jette dans le Luy à Peyre, après avoir traversé 8 communes.

### Climat
Pour des articles plus généraux, voir Climat de la Nouvelle-Aquitaine et Climat des Pyrénées-Atlantiques.
Historiquement, la commune est exposée à un climat de montagne.  
En 2020, Météo-France publie une typologie des climats de la France métropolitaine dans laquelle la commune est toujours exposée à un climat de montagne et est dans la région climatique Pyrénées atlantiques, caractérisée par une pluviométrie élevée (>1 200 mm/an) en toutes saisons, des hivers très doux (7,5 °C en plaine) et des vents faibles.
Pour la période 1971-2000, la température annuelle moyenne est de 13,4 °C, avec une amplitude thermique annuelle de 14,3 °C. Le cumul annuel moyen de précipitations est de 1 143 mm, avec 12,2 jours de précipitations en janvier et 7,7 jours en juillet. Pour la période 1991-2020, la température moyenne annuelle observée sur la station météorologique la plus proche, située sur la commune de Pomps à 6 km à vol d'oiseau, est de 14,1 °C et le cumul annuel moyen de précipitations est de 1 062,2 mm,. Pour l'avenir, les paramètres climatiques de la commune estimés pour 2050 selon différents scénarios d’émission de gaz à effet de serre sont consultables sur un site dédié publié par Météo-France en novembre 2022.

### Milieux naturels et biodiversité
Aucun espace naturel présentant un intérêt patrimonial n'est recensé sur la commune dans l'inventaire national du patrimoine naturel,,.

## Urbanisme

### Typologie
Au 1er janvier 2024, Garos est catégorisée commune rurale à habitat très dispersé, selon la nouvelle grille communale de densité à sept niveaux définie par l'Insee en 2022.
Elle est située hors unité urbaine. Par ailleurs la commune fait partie de l'aire d'attraction de Pau, dont elle est une commune de la couronne,. Cette aire, qui regroupe 227 communes, est catégorisée dans les aires de 200 000 à moins de 700 000 habitants,.

### Occupation des sols

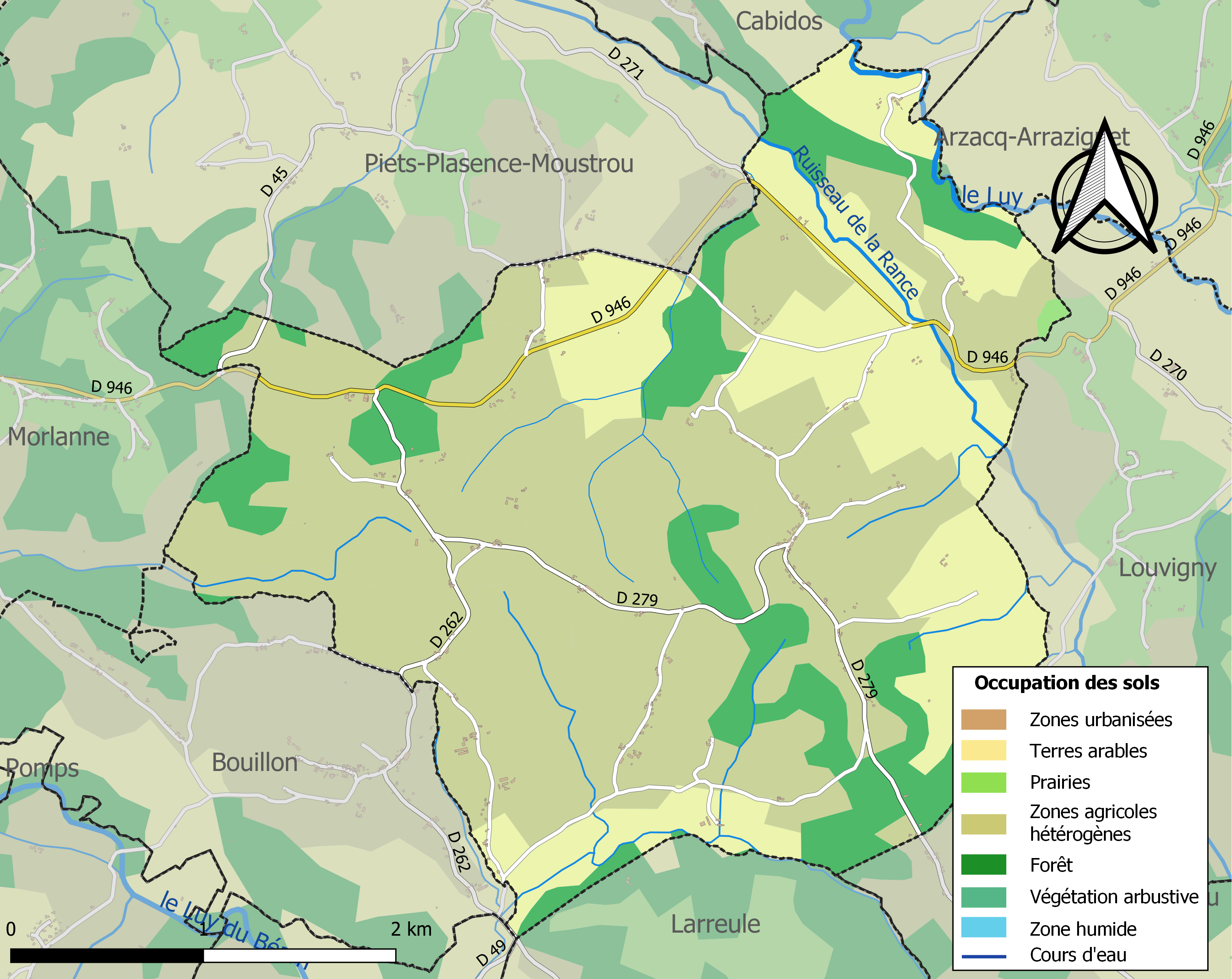
Carte des infrastructures et de l'occupation des sols de la commune en 2018 (CLC).

L'occupation des sols de la commune, telle qu'elle ressort de la base de données européenne d’occupation biophysique des sols Corine Land Cover (CLC), est marquée par l'importance des territoires agricoles (83,8 % en 2018), une proportion identique à celle de 1990 (83,8 %). La répartition détaillée en 2018 est la suivante : 
zones agricoles hétérogènes (58,7 %), terres arables (25 %), forêts (16,2 %), prairies (0,1 %). L'évolution de l’occupation des sols de la commune et de ses infrastructures peut être observée sur les différentes représentations cartographiques du territoire : la carte de Cassini (XVIIIe siècle), la carte d'état-major (1820-1866) et les cartes ou photos aériennes de l'IGN pour la période actuelle (1950 à aujourd'hui).

### Lieux-dits et hameaux
- Bergerot
- Boy
- Cabané
- Corbun
- Hillot
- Jagou

### Voies de communication et transports
La commune est desservie par les routes départementales D262, D271, D279 et D946.

### Risques majeurs
Le territoire de la commune de Garos est vulnérable à différents aléas naturels : météorologiques (tempête, orage, neige, grand froid, canicule ou sécheresse), inondations et séisme (sismicité modérée). Il est également exposé à deux risques technologiques,  le transport de matières dangereuses et la rupture d'un barrage. Un site publié par le BRGM permet d'évaluer simplement et rapidement les risques d'un bien localisé soit par son adresse soit par le numéro de sa parcelle.

#### Risques naturels
Certaines parties du territoire communal sont susceptibles d’être affectées par le risque d’inondation par une crue à  débordement lent de cours d'eau, notamment le Luy et le ruisseau de la Rance. La commune a été reconnue en état de catastrophe naturelle au titre des dommages causés par les inondations et coulées de boue survenues en 1982, 1983 et 2009,.

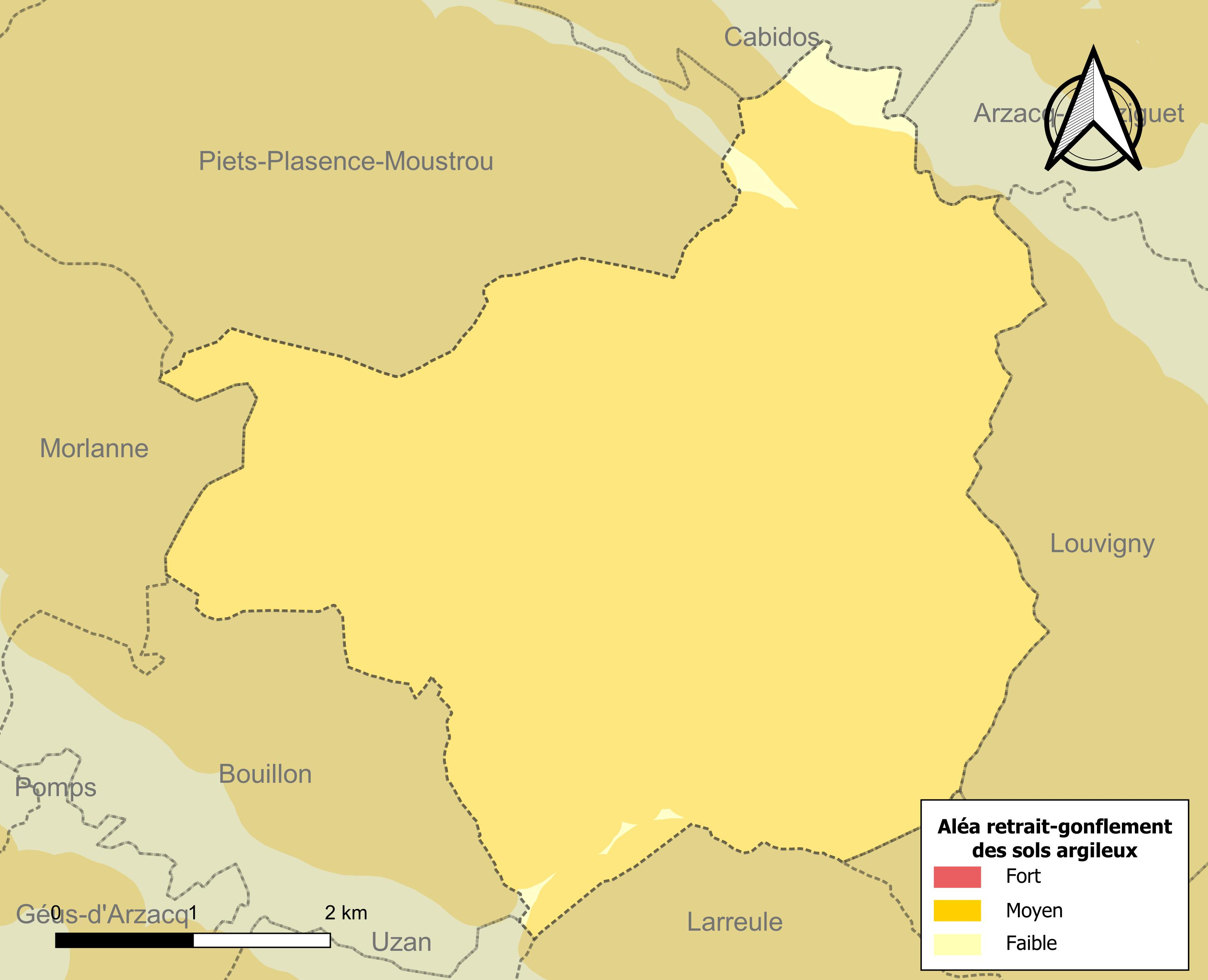
Carte des zones d'aléa retrait-gonflement des sols argileux de Garos.

Le retrait-gonflement des sols argileux est susceptible d'engendrer des dommages importants aux bâtiments en cas d’alternance de périodes de sécheresse et de pluie. 98,1 % de la superficie communale est en aléa moyen ou fort (59 % au niveau départemental et 48,5 % au niveau national). Depuis le 1er octobre 2020, en application de la loi ELAN, différentes contraintes s'imposent aux vendeurs, maîtres d'ouvrages ou constructeurs de biens situés dans une zone classée en aléa moyen ou fort,.

#### Risque technologique
La commune est en outre située en aval de barrages de classe A. À ce titre elle est susceptible d’être touchée par l’onde de submersion consécutive à la rupture de cet ouvrage.

## Toponymie
Le toponyme Garos est mentionné au XIIe siècle (titres de l'ordre de Saint-Jean de Jérusalem) et apparaît sous les formes 
Guaros (1342, notaires de Pardies) et 
Gayros (1385, censier de Béarn).
Le toponyme Corbun apparaît sous les formes 
Corbuü (1343, hommages de Béarn), 
Corbun de Jago et Courbun (respectivement 1538 et 1675, réformation de Béarn).
Le toponyme Jagou apparaît sous les formes 
Jago (1343, hommages de Béarn), 
Jaguo (1538, réformation de Béarn) et 
Jagon (1749, règlement du Parlement de Navarre).

## Histoire
Paul Raymond note que la commune de Garos et le hameau de Jagou comptaient tous deux une abbaye laïque, vassale de la vicomté de Béarn et que le bailliage de Garos, aussi appelé bailliage de Morlanne, comptait en 1343 les communes et villages de Cassaigne, Caubios, Corbun, Garos, Jagou, Morlanne, Moustrou et Riumayou. Garos était également le chef-lieu du Soubestre. En 1385, on y comptait 89 feux.
Garos, ainsi que la commune voisine Bouillon, fut un centre potier à partir du Moyen Âge. La production s'effectuait à domicile par les femmes, et constituait une source de revenus complémentaire pour le foyer. Cette production se termina vers 1930.
Anecdote : En 1607 (sous Henri IV), à Garos, les cagots (population exclue du reste de la population dans la région, et contrainte à n'exercer que des métiers du bois) refusèrent de faire les cercueils et les tréteaux pour les supporter; les jurats et députés de la ville firent alors une ordonnance par laquelle ils obligeaient les cagots à exécuter ces funèbres travaux, à toute sommation, et cela moyennant un salaire fixe, que paierait le maître de la maison ou se serait produit le décès. Les cagots récalcitrants étaient passibles d’une « loi majeure ».

## Politique et administration

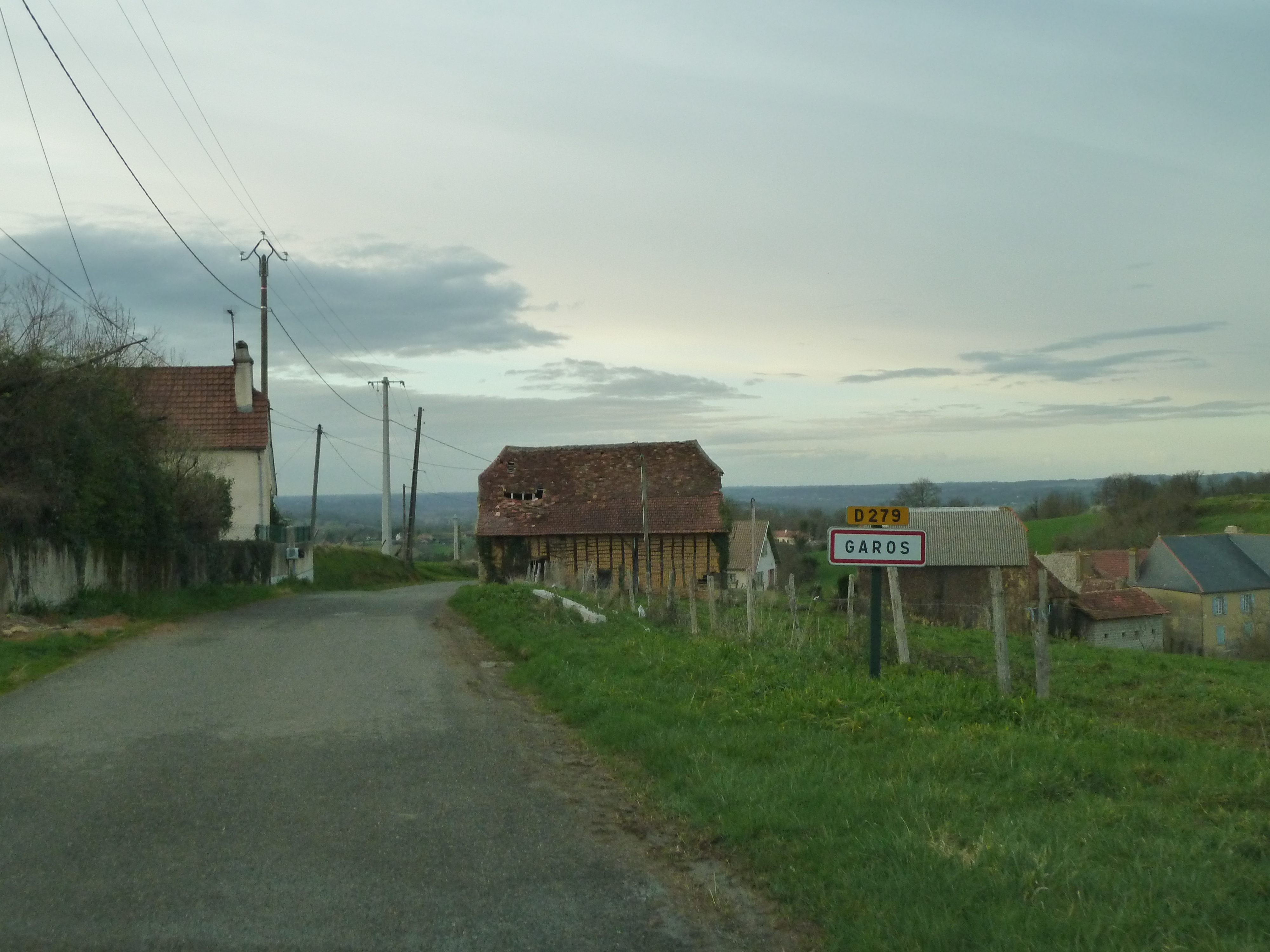
Entrée dans Garos.

| Période                                  | Période  | Identité            | Étiquette | Qualité |
| ---------------------------------------- | -------- | ------------------- | --------- | ------- |
| 1995                                     | 2001     | Jean-Laurent Dupouy |           |         |
| 2001                                     | 2008     | Jean-Marc Theulé    |           |         |
| 2008                                     | 2014     | Jean-Marc Theulé    |           |         |
| 2008                                     | En cours | Jean-Marc Theulé    |           |         |
| Les données manquantes sont à compléter. |          |                     |           |         |

### Intercommunalité
Garos appartient à quatre structures intercommunales :
- la communauté de communes des Luys en Béarn ;
- le syndicat AEP d'Arzacq ;
- le syndicat d’énergie des Pyrénées-Atlantiques ;
- le syndicat mixte des écoles de Morlanne et Castéide-Candau.

## Population et société

### Démographie
L'évolution du nombre d'habitants est connue à travers les recensements de la population effectués dans la commune depuis 1793. Pour les communes de moins de 10 000 habitants, une enquête de recensement portant sur toute la population est réalisée tous les cinq ans, les populations de référence des années intermédiaires étant quant à elles estimées par interpolation ou extrapolation. Pour la commune, le premier recensement exhaustif entrant dans le cadre du nouveau dispositif a été réalisé en 2007.

En 2022, la commune comptait 263 habitants, en évolution de +5,2 % par rapport à 2016 (Pyrénées-Atlantiques : +3,78 %, France hors Mayotte : +2,11 %).
| 1793 | 1800 | 1806 | 1821 | 1831 | 1836 | 1841 | 1846 | 1851 |
| ---- | ---- | ---- | ---- | ---- | ---- | ---- | ---- | ---- |
| 758  | 556  | 724  | 768  | 753  | 719  | 760  | 729  | 723  |

| 1856 | 1861 | 1866 | 1872 | 1876 | 1881 | 1886 | 1891 | 1896 |
| ---- | ---- | ---- | ---- | ---- | ---- | ---- | ---- | ---- |
| 676  | 658  | 627  | 576  | 551  | 540  | 530  | 536  | 502  |

| 1901 | 1906 | 1911 | 1921 | 1926 | 1931 | 1936 | 1946 | 1954 |
| ---- | ---- | ---- | ---- | ---- | ---- | ---- | ---- | ---- |
| 503  | 508  | 450  | 388  | 364  | 358  | 342  | 330  | 292  |

| 1962 | 1968 | 1975 | 1982 | 1990 | 1999 | 2006 | 2007 | 2012 |
| ---- | ---- | ---- | ---- | ---- | ---- | ---- | ---- | ---- |
| 271  | 239  | 203  | 207  | 186  | 191  | 209  | 212  | 230  |

| 2017 | 2022 | - | - | - | - | - | - | - |
| ---- | ---- | - | - | - | - | - | - | - |
| 257  | 263  | - | - | - | - | - | - | - |

## Culture locale et patrimoine

### Patrimoine civil
La commune possède un ensemble église, motte et basse-cour datant des XIVe et XVIe siècles.
Garos possède des fermes des XVIIIe et XIXe siècles classées aux monuments historiques.
Le moulin du village date du XIXe siècle.

### Patrimoine religieux

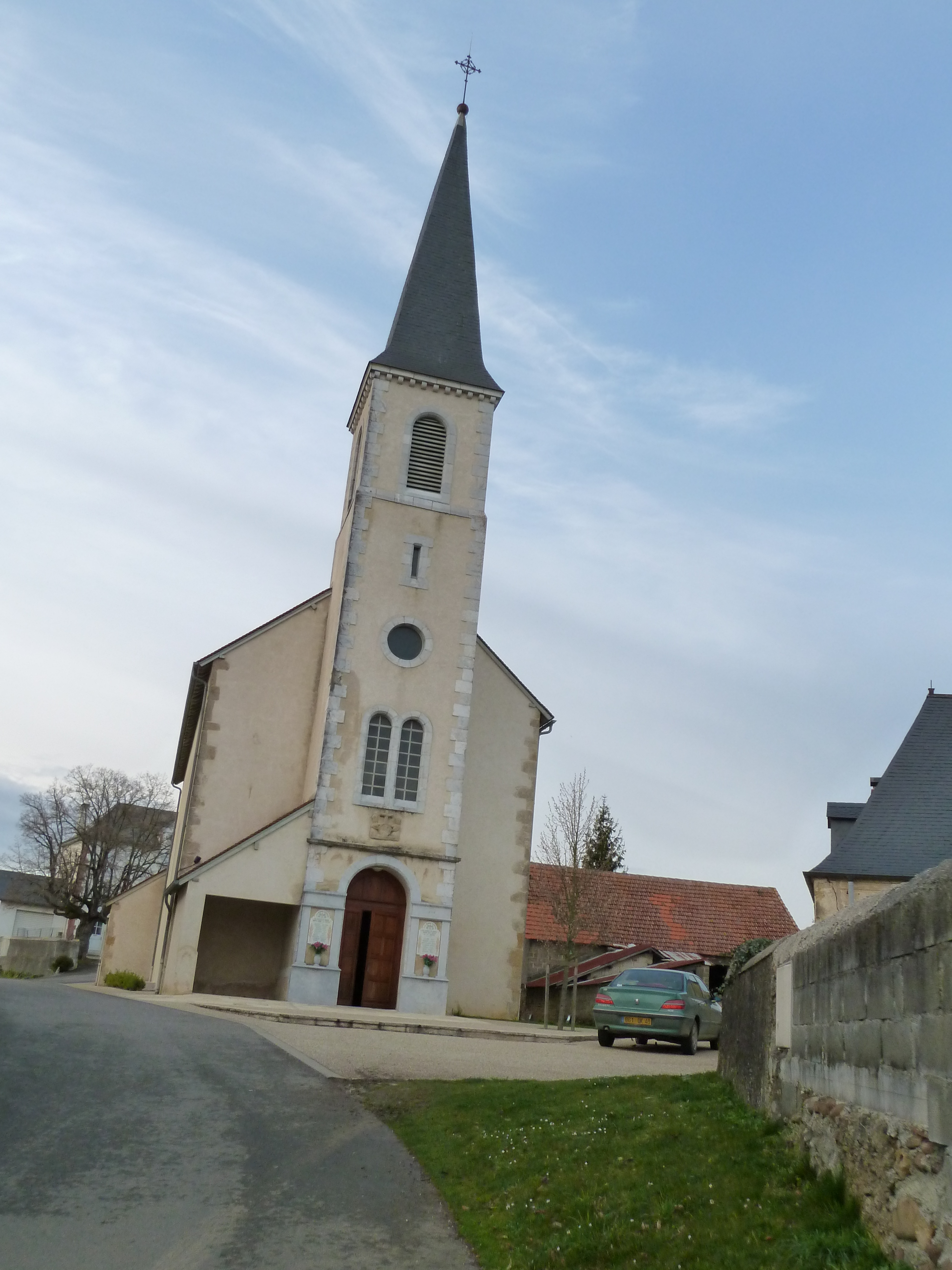
L'église Saint-Barthélemy

L'église Saint-Barthélemy date du XIXe siècle. Elle recèle neuf verrières et divers mobiliers et objets recensés par le ministère de la Culture.
Le cimetière de Garos possède une stèle discoïdale du XVIIIe siècle.

### Garos dans les arts
Dans le poème d’Aragon, Le Conscrit des cent villages, écrit comme acte de Résistance intellectuelle de manière clandestine au printemps 1943, pendant la Seconde Guerre mondiale, le poète se réfère à un village qu'il appelle Garosse. Ce village n'existe pas sous cette orthographe.
Il peut donc s'agir de deux villages:
- Garos dans le département des Pyrénées-Atlantiques
- Garrosse dans le département des Landes